# بطولة العالم للدراجات على المضمار 1897
بطولة العالم للدراجات على المضمار 1897 هي الدورة ال5 من بطولة العالم للدراجات على المضمار، أجريت في غلاسكو، المملكة المتحدة.

## النتائج النهائية
| المسابقة                              | ذهبية                    | فضية                   | برونزية                     |
| ------------------------------------- | ------------------------ | ---------------------- | --------------------------- |
| الرجال                                |                          |                        |                             |
| السرعة الفردية                        | ويلي آريند (GER)         | تشارلي باردن (GBR)     | بول ماسون (FRA)             |
| سباق مطاردة الدراجة النارية للهواة    | ادوارد غولد (دراج) (GBR) | Emile Ouzon (FRA)      | Rasmond Tjoerby (DEN)       |
| سباق مطاردة الدراجة النارية للمحترفين | جاك وليام ستوكس (GBR)    | آرثر أدلبرت تشيس (GBR) | فريد ارمسترونغ (دراج) (GBR) |